# Московский дворянский институт
Московский дворянский институт — закрытое сословное учебное заведение для детей российских дворян (преимущественно Московской губернии) с целью их подготовки к продолжению образования в университете.

## История
Образован в 1833 году (22 февраля) из 1-й московской гимназии, которая, в свою очередь, была создана 28 марта 1830 года при упразднении Московского университетского благородного пансиона (однако в формулярном списке о службе И. А. Старынкевича указывается, что директором Благородного пансиона он был определён 12 ноября 1830 года). При этом Московская губернская гимназия, существовавшая с 1804 года, с 1833 года стала известной 1-й гимназией, давшей множество знаменитых людей.
Полный курс обучения в нём продолжался 6 лет.
С 1843 года институт разместился в доме Пашкова и рядом стоявшая Никольская церковь могла стать его домовым храмом, однако следует учитывать, что законоучитель института, И. Н. Рождественский, был священником Крестовоздвиженской церкви.
Первым директором был С. Я. Унковский; в 1835—1837 годах — И. Ф. Краузе; в 1842—1849 годах — А. И. Чивилев.
Дворянский институт был закрыт в 1849 году; его здание, часть воспитанников и долги перешли 4-й московской гимназии.

## Учащиеся
Воспитанники московского дворянского института
- Старынкевич, Сократ Иванович (вып. 1835)
- Мей, Лев Александрович (1831—1836)
- Калачов, Николай Васильевич (с 1833; вып. 1836)
- Авдеев, Алексей Александрович (вып. 1837)
- Леонтьев, Павел Михайлович (с 1835; вып. 1837; серебряная медаль)
- Унковский, Фёдор Семёнович (1835—?)[4][5]
- Оболенский, Михаил Александрович
- Салтыков-Щедрин, Михаил Евграфович (1836—1838)[6]
- Соколов, Иван Иванович
- Лохвицкий, Аполлон Давыдович (вып. 1841)
- Юрьев, Сергей Андреевич (вып. 1841)
- Чихачев, Алексей Андреевич[7]
- Клеванов, Александр Семёнович
- Безобразов, Владимир Павлович
- Унковский, Алексей Михайлович (1840—1843)
- Филимонов, Георгий Дмитриевич
- Георгиевский, Александр Иванович (с 1839; вып. 1845)
- Данилевский, Григорий Петрович (с 1841; вып. 1846)
- Усов, Сергей Алексеевич
- Трубников, Константин Васильевич
- Орлов, Иван Николаевич[8]
- Афросимов Николай, впоследствии иеромонах Оптиной пустыни Иларион (вып. 1849)

## Преподаватели
- Аглоблин, Виктор Николаевич (математика)[9]
- Гастев, Михаил Степанович — старший учитель истории и статистики в период с 1833 по 1837 год.
- Иванов Дмитрий Петрович (русская словесность)[10][11]
- Клюшников, Иван Петрович[12]
- Крюков, Дмитрий Львович (латинский язык)
- Межевич В.[13]
- Монастье, Антон (1846—1848, французский язык)[14]
- Окатов, Михаил Фёдорович (1848—1849, математика)[15]
- Перевлесский, Пётр Миронович (русская словесность)[16]
- Плюшар, Евгений Александрович (рисование)
- Ржевский, Владимир Константинович (1837—1841, надзиратель)
- Рождественский, Иван Николаевич (1834—1849, законоучитель)
- Сомов, Осип Иванович (1840—1841, математика)
- Шестаков, Сергей Дмитриевич (с 1845, латинский язык)
- Шпангенберг Г. (до 1849, старший надзиратель)[17]
- Щуровский, Григорий Ефимович — естественная история